# G. H. Rischmüller
G. H. Rischmüller war eine Werft in St. Magnus bei Bremen.
1851 übernahm Georg Heinrich Rischmüller einen Schiffsbaubetrieb an der Lesum von Eberhard Focke und baute hier in den folgenden zehn Jahren rund 20 Schiffe. Neben Kähnen und Ewerkähnen von 10 bis 50 RT, Briggs, Barken und Schonern entstanden hier auch Vollschiffe die vorwiegend an Reeder an der Unterweser abgeliefert wurde. Als der Inhaber Rischmüller 1862 starb, wurde die Werft wurde von Oltmanns Witwe gepachtet, die sie bis 1868 weiterführte.